# Bisfenol B
Bisfenol B (afgekort tot BPP) is een organische verbinding met als brutoformule {\displaystyle {\ce {C16H18O2}}}.

## Synthese
Bisfenol B kan bereid worden door reactie van fenol met butanon, onder invloed van een zure katalysator. De reactie zelf verloopt middels een elektrofiele aromatische substitutie.

## Toepassingen
Bisfenol B wordt gebruikt bij de productie van polycarbonaten en diverse kunststoffen, waaronder harsen.